# Palau Rucellai
El Palau Rucellai (en italià Palazzo Rucellai) és un edifici de Florència dissenyat per l'arquitecte genovès Leon Battista Alberti i construït per Bernardo Rossellino. És un dels millors exemples d'arquitectura del Quattrocento a la ciutat, situat a la Via della Vigna Nuova, núm. 18.

## Història
El palau va ser construït entre 1446 i 1451 per Bernardo Rossellino, a petició del ric comerciant Giovanni Rucellai, que més tard també li encarregaria acabar la façana de Santa Maria Novella. L'encàrrec era continuar el disseny havia fet per la façana Leon Battista Alberti, amic de la família. La façana d'Alberti va ser la primera d'una sèrie d'importants intervencions arquitectòniques encarregades pels Rucellai. Entre el 1985 i el 2006 fou la seu del Museu d'Història de la Fotografia Fratelli Alinari, ara traslladat a l'Ospedale di San Paolo.

## Descripció
La façana del palau és la primera en incorporar els ordres clàssics sobre la base de l'esquema del Coliseu, i per aquest motiu es considera un exemple paradigmàtic de l'arquitectura renaixentista. La façana d'Alberti se centra sobre una base que imita l'opus reticulatum romà. Realitzada entre el 1450 i el 1460, és formada per tres plans superposats, separats horitzontalment per cornises; la superposició de fileres de columnes amb diferents ordres té un origen clàssic, i es basa en el Colosseu: dòriques al pis inferior, jòniques al pis noble i corínties al segon pis. El palau passarà a ser un model per a totes les construccions posteriors de residències senyorials. Els frisos mostren els emblemes de la família com vaixells amb les veles desplegades, símbol d'una família de comerciants. Una àmplia cornisa remata l'edifici, com el Palau Mèdici-Riccardi.
A dins hi ha un pati interior amb columnes o cortile. A la part posterior hi ha la capella Rucellai acabada el 1467. Està acabada amb marmols de colors clars i foscos, relacionats amb la tradició florentina, com el baptisteri de Florència o l'església de San Miniato al Monte. El palau forma una unitat amb la petita plaça pública que hi ha al davant, gairebé triangular, construïda amb l'objectiu de donar més importància al palau.